# Vénus, Satyre et Cupidon
Vénus, Satyre et Cupidon, autrefois appelé Jupiter et Antiope ou Le Sommeil d'Antiope, est une peinture réalisée vers 1528 par l'artiste italien de la Renaissance tardive Antonio Allegri, dit Le Corrège. L'œuvre est conservée au Musée du Louvre à Paris.
Cette peinture a été acquise par Louis XIV des héritiers du cardinal Mazarin en 1665. 

## Identification
Le tableau représente Vénus endormie avec son fils Eros. Derrière eux, un satyre est en train de découvrir la déesse. L'œuvre est encore connue de nos jours sous son ancien nom de Jupiter et Antiope, car selon la mythologie grecque et Ovide, Jupiter s'était lui-même transformé en satyre, afin de violer la nymphe Antiope. Cependant, aucun mythe antique de jeune fille endormie et violée par un satyre ne concerne Vénus. 

## Interprétation
Aussi, le tableau du Corrège, comme la Vénus du Pardo de Titien, est davantage une allégorie que le récit d'une légende précise. Il s'agit sans doute d'une allégorie de l'Amour terrestre et charnel. Le satyre, créature mi-homme mi-bouc, offre ici en effet l'image de l'indiscrétion et de la concupiscence. La peinture avait d'ailleurs probablement pour pendant L'Éducation de l'Amour, conservée à la National Gallery de Londres, qui serait elle une allégorie de l'Amour céleste et spirituel. L'œuvre peut aussi être rapprochée d'autres allégories du peintre, comme L'Allégorie du Vice et L'Allégorie de la Vertu, également conservées au Louvre. 
Le tableau, ou une copie de celui-ci, peut être vu dans la peinture La Galerie de Cornelius van der Geest, par Willem van Haecht (1628).

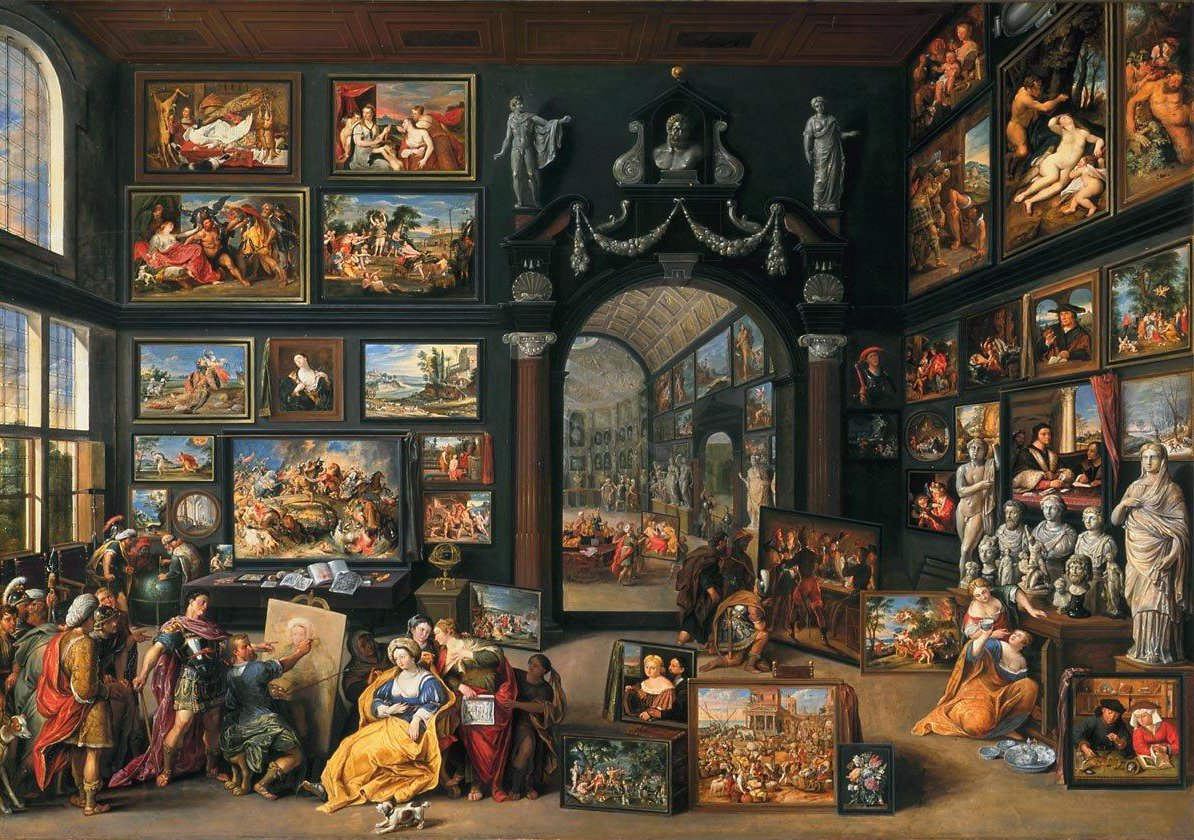
La Galerie de Cornelis van der Geest, par Haecht, montre cette peinture sur le mur de droite.